# الخط الزمني للحرب الأهلية السورية (مايو–ديسمبر 2013)
هذه المقالة تتعلق بالحرب الأهلية السورية من أيار / مايو إلى كانون الأول / ديسمبر 2013. وبالنسبة للفترات الزمنية الأخرى، انظر الجدول الزمني للحرب الأهلية السورية.
وفيما يلي جدول زمني للحرب الأهلية السورية من أيار / مايو إلى كانون الأول / ديسمبر 2013. ووجدت معلومات عن أعداد الضحايا المجمعة في ضحايا الحرب الأهلية السورية.

## الخط الزمنى

### مايو 2013

#### 1 مايو
وأمرت وكالة النقل الجوي الاتحادية الروسية الرحلات المدنية بوقف التحليق فوق المجال الجوي السوري.

### 2 مايو
بدأت مذابح البيضا وبانياس؛ فوفقا لتقرير لاحق للأمم المتحدة، قتل ما بين 300 و 450 مدنيا في مجزرتين من قبل القوات السورية.

#### 3 مايو
هجوم في محافظة ريف دمشق، عندما زعم أن القوات الجوية الإسرائيلية قصفت موقعا مشتبه فيه للأسلحة.

#### 4 مايو
واصل المتمردون حصارهم على قاعدة منغ الجوية. وزعم أن المتمردين قتلوا قائد القاعدة في اشتباكات، كما استولوا على مفرزة عسكرية ثانية للقاعدة. وادعى المتمردون ان مجموعة من الطيارين انشقت واغتالت الضابط القائد للقاعدة. وقال الطيارون المنشقون للمتمردين ان حوالى 200 جندى مازالوا في القاعدة ويحصنون في مبنى المقر الذي تدعمه حفنة من الدبابات. لجأ العديد من الجنود إلى النوم تحت الدبابات، خوفا من هجوم المتمردين.

#### 5 مايو
الطائرات، التي يقال أنها من أصل إسرائيلي، أصابت أهدافا خارج دمشق.

#### 8 مايو
وتفيد التقارير بأن الحكومة السورية قد سخرت جميع حركة الإنترنت من وإلى سوريا. سوريا «اختفت إلى حد كبير من الإنترنت». حدث مماثل في نوفمبر من العام الماضي.
تم استعادة خدمات الإنترنت السورية بعد توقف دام 19 ساعة.

#### 9 مايو
وتنظر الفلبين بقوة في سحب قواتها ال 342 من قوات حفظ السلام المتمركزة في مرتفعات الجولان بعد أن اختطفت قوات المتمردين أربعة من قوات حفظ السلام التابعة لها.

#### 10 مايو
قتل 3 لبنانيين في القتال في سوريا، وأفادت التقارير أن 36 آخرين فقدوا. كيف قتلوا والذين يقاتلون من أجلهم لا يزال غير واضح.
تمكن المقاتلون المتمردون من قطع الطريق الاستراتيجي لحلب الجديدة، الذي كان خط الإمداد الرئيسي للجيش السوري بين حماة وحلب. وحدث ذلك من خلال الاستيلاء على حاجزتي القبطتين وأم عمود.

#### 11 مايو
تمكن المتمردون من قطع طريق صحراوي جديد يستخدم كطريق لتوريد الجيش بين وسط سوريا ومطار حلب.

#### 12 مايو
سيطر الجيش السوري على خربة غزالة، درعا.
وأدى انفجار في مدينة ريحانلي الحدودية التركية التركية إلى مقتل 46 شخصا وجرح 155 مواطنا تركيا.

#### 13 مايو
استولى الجيش السوري على بلدات دمينة الغربية والحيدرية وإيش الورور بالقرب من القصير.
تحطمت طائرة تركية من طراز F-16 في مهمة تنفيذية بالقرب من الحدود مع سوريا. وذكر السكان المحليون في قرية ياربوز على الجانب التركي من الحدود انفجارا عاليا.

#### 15 مايو
وقد قامت الأمم المتحدة بتحديث ما يقدر بوقوع عدد القتلى في النزاع بأكمله إلى 000 80 شخص.
وقد أصدرت الجمعية العامة للأمم المتحدة قرارا (aga / 11372) اعتمد فيه «نص يدين العنف في سوريا، يطالب جميع الأطراف بإنهاء الأعمال القتالية». وأقر القرار الجمعية العامة بأغلبية 107 أصوات مقابل 12 صوتا مع امتناع 59 عضوا عن التصويت.
وكانت الدول الاثنى عشر التي صوتت ضد القرار هي بيلاروس وبوليفيا والصين وكوبا وجمهورية كوريا الديمقراطية الشعبية واكوادور وإيران ونيكاراغوا والاتحاد الروسي وسوريا وفنزويلا وزيمبابوى. معظم هذه البلدان، المعروفة في بعض الدوائر باسم «عصابة اثني عشر»، جديرة بالملاحظة لحكوماتها الحالية أو السابقة الشيوعية أو الشيوعية المتضررة (في حالة بيلاروس والصين وكوبا وكوريا الشمالية ونيكاراغوا وروسيا وفنزويلا) و / أو سجل انتهاكات حقوق الإنسان (كما في حالة إيران وسوريا وزمبابوي).
وكان هناك، على ما يبدو، جهدا واعيا لقمع المعلومات المتعلقة بهذا القرار لأنه من الصعب العثور على المعلومات المتعلقة به على شبكة الإنترنت.

#### 16 مايو
وصد الجيش السوري هجوما كبيرا للمتمردين على سجن حلب. ويهدف الهجوم إلى طرد القوات الحكومية وتحرير ما يقدر ب 4 الاف سجين سياسى محتجزون هناك بيد ان المتمردين اضطروا إلى التراجع بعد ان تسببت الضربات الجوية في وقوع خسائر بين صفوفهم. وفجر المتمردون البوابة الرئيسية للسجن، واستولوا على مبنى.
وحاصر المتمردون اللواء 52 في درعا. كما ادعى المتمردون أنهم استعادوا بلدة قيسا، ريف دمشق، بعد أن شنوا هجوما مضادا موحدا. كما شن المتمردون هجوما على قاعدة اللواء 52 في محافظة درعا.
وبحلول نهاية اليوم، أفيد عن مقتل 110 أشخاص على يد الجيش السوري، حيث قتل 60 شخصا في دمشق وضواحيها.

#### 17 مايو
وسعت البحرية الروسية من استخدام قاعدتها البحرية في ميناء طرطوس السوري. وفي السابق كانت السفن الروسية تزور الميناء بشكل دوري، غير أنه تم الإبلاغ عن وجود ما بين 10 و 15 سفينة في المتوسط خلال الأشهر الثلاثة الماضية، بالقرب من الميناء «في جميع الأوقات».
استولى المتمردون على أربع قرى في حماة الشرقية، بما في ذلك بلدة العلويية العلوية. تم التخلي عن القرى من قبل سكانها قبل أيام من وصول المتمردين.
أصدرت هيومن رايتس ووتش تقريرا عن مراكز التعذيب الجماعي التابعة للحكومة في الرقة، والتي كانت في السابق متاحة حتى استولى المتمردون على المدينة.

#### 18 مايو
سيطر المتمردون على قرى التليسية والزغبة والشعطة وبليل في شرق حماة.
وقد اختطف والد نائب وزير الخارجية فيصل مقداد، استنادا إلى تكتيكات الماضي، من قبل قوات المتمردين منزله في غصوم. وفي بلدة القصير السورية السورية الحدودية، ادعى المتمردون مقتل ما لا يقل عن 10 من مقاتلي حزب الله في كمين.

#### 19 مايو
وأبلغ عن قتال عنيف في القصير، سوريا، حيث شن الجيش السوري هجوما كبيرا على قوات المتمردين.

#### 20 مايو
وأصيب إطلاق نار متعمد من الجانب الذي تسيطر عليه سوريا من مرتفعات الجولان على دورية دورية إسرائيلية، فأعاد الجنود الإسرائيليون النار، مما أدى إلى تدمير موقع إطلاق النار السوري.
وتم إرسال تعزيزات من حزب الله من لبنان عبر الحدود إلى القصير. وأفاد نشطاء بأن الكثير من البلدة قد دمر في هذه المرحلة.

#### 22 مايو
مجلس الشيوخ الأمريكي يدعم تسليح المتمردين السوريين.
في القتال في متمردي نايراب استولى على قاعدة للجيش وعدة نقاط تفتيش للجيش، مما أسفر عن مقتل 40 من الجنود السوريين والميليشيات الموالية للحكومة في العملية مع فقدان 14 متمردا.

#### 23 مايو
يدعي عالم حكومي سابق أن الحكومة السورية تستخدم أسلحة كيميائية مخففة، مثل الكحول، على المتمردين لإبطاء تقدمهم مع الحد من عدد الضحايا، وترك السؤال مفتوحا عما إذا كان الغاز العسكري المسيل للدموع أو الغاز العصبي الصف الذي في هذه الهجمات وبالتالي تجنب «الخط الأحمر» الأمريكي على الأسلحة الكيميائية. ومن بين هذه المناطق تم استخدام السلاح في بعض الضواحي في دمشق، وحي الشيخ مقصود في حلب، وسراقب وحمص. العالم، الذي عمل في مركز الدراسات العلمية والبحوث، يدعي أن الهجوم المزعوم للغاز على خان العصا، حلب، في 19 مارس 2013، كان على الأرجح غاز المسيل للدموع وليس غاز الأعصاب.

#### 26 مايو
وفي 26 أيار / مايو 2013، أصاب صاروخان منطقة حزب الله في بيروت مما أدى إلى إصابة خمسة أشخاص بينما أصاب صاروخان آخران أضرارا بالممتلكات في مبان في منطقة الهرمل في بيروت. وقد اتهم المتمردون السوريون بالهجوم حيث وعدوا بمهاجمة اهداف حزب الله في لبنان ردا على مساعدتهم للجيش السورى وخاصة في بلدة القصير الحدودية. كما قصف المتمردون السوريون الهرمل سابقا.

#### 27 مايو
أسفر القتال بين القوات الكردية وقوات لواء التوحيد في قرية رأس العين بالقرب من الحدود مع تركيا عن مقتل 11 شخصا وجرح 20 آخرين.

#### 28 مايو
وتفيد التقارير أن 112 شخصا قتلوا في نهاية اليوم. 35 قتيلا في ريف دمشق

#### 29 مايو
وأبلغت اللجنة عن مقتل 161 شخصا في ذلك اليوم، بينهم 12 امرأة و 8 أطفال و 5 أشخاص تحت التعذيب. 53 قتيلا في محافظة اللاذقية.

#### 30 مايو
وكان الجنرال سوري طلب من روسوبورونيكسورت ان يقتبس في عدد كبير من المواد العسكرية "في أقصر وقت ممكن". وشملت هذه البنود 20,000 أك-47s، معدات للرؤية الليلية، وقاذفات قنابل 40mm وحوالي 15,000,000 طلقة من الذخائر أك-47. وفيما يتعلق بمبيعات الاسلحة إلى نائب وزير الخارجية الاسد، قال سيرجي ريابكوف ان الاسلحة الروسية مثل الصاروخ ارض-جو-اس -300 قد تساعد في الواقع على كبح جماح بعض "المواطنون" بالنظر إلى سيناريو يعطي بعدا دوليا هذا الصراع "

#### 31 مايو
هاجم الجيش السوري قافلة تحاول إبعاد الجرحى من البلدة (بحسب ناشطين)، مما أسفر عن مقتل 7 أشخاص على الأقل. أفاد السكان المحليون أن 15000 مدني ظلوا محاصرين في المدينة مع انخفاض الغذاء والمياه. وكان على المدنيين الانتظار لمدة 3-4 أيام لمياه الشرب.
تفيد التقارير بأن 163 شخصا قتلوا على يد الجيش السوري، بينهم 66 في حلب، معظمهم في مذبحة السجن.

### يونيو 2013

#### 12 يونيو
قتل ما لا يقل عن 14 شخصا في هجوم انتحاري مزدوج في دمشق.مروحية سورية تطلق النار على بلدة عرسال اللبنانية.

#### 14 يونيو
وتؤكد حكومة الولايات المتحدة أن القوات الحكومية استخدمت الأسلحة الكيميائية في سوريا مما أسفر عن مقتل ما يصل إلى 150 شخصا، ويعلن عن زيادة «الدعم العسكري» للمتمردين، فضلا عن اعتبار منطقة حظر الطيران محدودة.

#### 23 يونيو
واستولى الجيش السوري على بلدة تلكلخ التي يسيطر عليها المتمردون. وعقب الهجوم، استسلم 39 زعيما محليا من الجيش السوري الحر وسلموا أسلحتهم. ورفضت المعارضة السورية سقوط المدينة وزعمت أنه ما زال القتال جاريا، لكن الصحفيين على الأرض قالوا إنه لا يوجد أي دليل على ذلك.

### يوليو 2013

#### 5 يوليو
في 5 يوليو / تموز 2013، وقع انفجار في مدينة اللاذقية الساحلية إما كنتيجة مزعومة لضرب قوات الدفاع الإسرائيلية ضد أهداف يعتقد أنها تحتوي على صواريخ يوخونت المضادة للسفن التي توفرها الحكومة السورية بشار الأسد من قبل روسيا، أو نتيجة تبادل إطلاق النار بقذائف الهاون في المنطقة. وذكرت شبكة سى ان ان ان الضربة الجوية قامت بها القوات الجوية الإسرائيلية بينما ذكرت صحيفة صنداى تايمز ان الانفجارات كانت نتيجة صاروخ كروز أطلق من غواصة من طراز دولفين. وقعت الانفجارات في مجمع عسكري في بلدة السمية بالقرب من اللاذقية. وفي 13 تموز / يوليه 2013، قال مسؤولون أمريكيون إن إسرائيل نفذت هجوما جويا استهدف صواريخ كروز متطورة مضادة للسفن تباع للحكومة الروسية من قبل روسيا. استندت نتائجها إلى تقارير استخباراتية. وتكهن الجيش السوري الحر بأن «طائرات العدو» كانت مسؤولة، في حين ادعى منار حزب الله أن الانفجارات نجمت عن «قذائف الهاون الضالة» من «الاشتباكات المحلية».

#### 11 يوليو
تم اغتيال أبو بسير اللدقاني، قائد الجيش السوري الحر. وقد نفذ الاغتيال من قبل عناصر مرتبطة بالقاعدة.

### أغسطس 2013

#### 3–5 أغسطس
قتل المتمردون الإسلاميون ما لا يقل عن 200 شخص خلال هجوم استمر ثلاثة أيام على القرى العلوية في محافظة اللاذقية. وذكر رجل دين محلي أن ما لا يقل عن 100 من الضحايا كانوا من المدنيين، ومعظمهم من النساء والأطفال. وقالت راهبة كاثوليكية إن عدد الإصابات بين المدنيين قد يصل إلى 400-500، وتشوه العديد منهم أو قطع رأسهم أو تمزقهم أحياء. كما تم الإبلاغ عن اختطاف 150 مدنيا آخرين.

#### 6 أغسطس
واستولى المتمردون السوريون على مطار المنغ العسكري الواقع على الطريق بين حلب ومدينة غازي عنتاب التركية بعد حصار دام عاما واحدا. ويمثل هذا الاستيلاء انتصارا رمزيا هاما للمعارضة، بعد سلسلة من الهزائم لقوات الرئيس الأسد في وسط سوريا، كما أنه يعزز تواجد المتمردين على طريق توريد رئيسي شمال حلب.

#### 14 أغسطس
وأفاد المرصد السوري لحقوق الإنسان أن باولو دالوجليو، وهو قسيس وبعثي يسوعي كان قد اختطف في وقت سابق من قبل تنظيم الدولة الإسلامية في العراق والشام، قتل في مدينة الرقة التي يسيطر عليها المتمردون.

#### 21 أغسطس
وأفاد نشطاء سوريون بأن قوات الأسد ضربت جوبر وزملكا وعين تيرما وحزة في منطقة الغوطة الشرقية بأسلحة كيميائية. وقال ناشطون في مجلس قيادة الثورة السورية إن ما لا يقل عن 635 شخصا قتلوا في هجوم بالغاز العصبي. وأظهرت مقاطع فيديو لم يتم التحقق منها أن الضحايا، وكثير من الذين كانوا ينتمون، فضلا عن عشرات الجثث اصطفت. وأفادت مصادر أخرى أن الرقم 213 في هجوم الغاز السام. وقال رئيس المجلس الوطني السوري إن إجمالي عدد القتلى بلغ 1300 شخص، حيث أنه لا يمكن جمع سوى جزء صغير من الجثث، وتوفي كثيرون داخل منازلهم.

#### 24 أغسطس
استولت قوات المتمردين سيطرة كاملة على أريحا في محافظة إدلب.

#### 26 أغسطس
نشرت المملكة المتحدة والولايات المتحدة سفنا بالقرب من سوريا وسط تحقيق أجرته الأمم المتحدة بشأن مزاعم بأن الرئيس السوري الأسد استخدم أسلحة كيميائية ضد المدنيين. تم نشر السفن التالية: همس بولوارك، همس إلوستريوس، أوس باري، أوس غرافيلي، يو اس إس ماهان، وأوس راماج. كما استولى المتمردون في سوريا على قرية خاناسير. وكان آخر طريق إمداد حكومي أساسي للقوات الحكومية في حلب.

#### 29 أغسطس
قرر البرلمان البريطاني عدم اتخاذ إجراء في سوريا. وكان ديفيد كاميرون قد دعم العمليات العسكرية في سوريا، ولكن تصويت الأغلبية كان «لا». وقال كاميرون انه يحترم التصويت. ومازال البرلمان الفرنسى يقرر ما إذا كان سيتخذ إجراء عسكريا. نشرت الولايات المتحدة سفينتها الحربية الخامسة، أوس ستوت، إلى البحر الأبيض المتوسط.

#### 30 أغسطس
نشرت الولايات المتحدة سفينتها الحربية السادسة، يو إس إس سان أنطونيو، إلى البحر الأبيض المتوسط، في حين قرر الرئيس أوباما الامتناع عن الهجوم حتى إذن من الكونغرس.

#### 31 أغسطس
وألقى رئيس الولايات المتحدة باراك أوباما خطابا في حديقة البيت الأبيض التي أعلن فيها أنه سيسعى للحصول على إذن من الكونغرس قبل استخدام القوات العسكرية الأمريكية للتدخل في الحرب الأهلية السورية. في الخطاب، أعلن أنه «مستعد لإعطاء هذا الأمر»، في إشارة إلى طلب إضراب على سوريا. وقال أوباما إنه من الضروري التدخل لأن الهجوم الأخير للأسلحة الكيميائية في سوريا «يهدد باستخفاف الحظر العالمي على استخدام الأسلحة الكيميائية»، وأنه يضع حلفاء الولايات المتحدة الإقليميين الذين يشاركون حدودا مع سوريا في خطر.

### سبتمبر 2013

#### 3 سبتمبر
وتطلق إسرائيل صاروخين لاختبار نظامها الدفاعي المتقدم. وقد تم الكشف عن اطلاق عدة سفن حربية روسية في المنطقة. يتم نشر مجموعة معركة بحرية بقيادة أوس نيميتز (كف-68) في المنطقة، في حين أن أوس ماهان (دغ-72) متقاعد ويصل إلى موطنه في نورفولك، فيرجينيا. وأفيد بأن القوات الحكومية الموالية لسوريا استعادت مدينة أريحا، بعد أن فقدتها قبل أسبوع.

#### 4 سبتمبر
وردا على الخطاب الذي ألقاه الرئيس أوباما في 31 آب / أغسطس، وافقت لجنة العلاقات الخارجية في مجلس الشيوخ الأمريكي على الترخيص باستخدام القوة العسكرية ضد حكومة سوريا للاستجابة لاستخدام الأسلحة الكيميائية (س ج. إذا تم تمرير مشروع القانون، فإنه يسمح للرئيس لاتخاذ إجراءات مباشرة لمدة تصل إلى 90 يوما. إلا أنه يحظر على وجه التحديد وضع «الأحذية على الأرض». ولا يزال مشروع القانون بحاجة إلى أن يوافق عليه مجلس الشيوخ الأمريكي الكامل ومجلس النواب الأمريكي قبل أن يصبح قانونا ومن ثم يأذن بالتدخل العسكري الأمريكي في الحرب الأهلية السورية .
وفي الوقت نفسه، يتزايد عدد اللاجئين السوريين في أوروبا باستمرار.

#### 8 سبتمبر
واستولى المتمردون، بما في ذلك قوات جبهة النصرة، لفترة وجيزة على بلدة معلولا المسيحية التاريخية.

#### 15 سبتمبر
الجيش السوري استعاد تماما معلولا، انظر معركة معلولا لمزيد من التفاصيل.

#### 16 سبتمبر
أبو عبد الله ليبي، أحد قادة الدولة الإسلامية في العراق والشام، قتل على أيدي عناصر من الجيش الحر بالقرب من قرية حزانو.

### أكتوبر 2013

#### 3 أكتوبر
استعاد الجيش السوري السيطرة على خاناصير.

#### 16 أكتوبر
وتولت الحكومة السيطرة الكاملة على مدينة بويضة في ريف دمشق.

#### 17 أكتوبر
قتل اللواء جمعة جمعة، اللواء السوري ورئيس المخابرات العسكرية في دير الزور، في حي الرشدية في دير الزور.

#### 30 أكتوبر
خلال هجوم حلب، الجيش السوري يلتقط السفيرة.

### نوفمبر 2013

#### 1 نوفمبر
الجيش السوري يلتقط قرية عزيزية في الضواحي الشمالية لصفيرة.

#### 7 نوفمبر
وفي 7 تشرين الثاني / نوفمبر، استعاد الجيش السوري المدعوم من حزب الله وواء العباس وقوات الدفاع الوطني بلدة الصبينة الرئيسية جنوب دمشق. وقال ناشط معارض «ان التقدم العسكري على الأرض دون شك لان المناطق محاصرة منذ فترة طويلة وهذا امر طبيعي». كما اتهم عبد الرحمن «الانقسامات داخل المتمردين».

#### 15 نوفمبر
الجيش السوري يلقي القبض على تل هاسل.

### ديسمبر 2013

#### 10 ديسمبر
الجيش السوري يتحكم بالكامل في النبك.

#### 27 ديسمبر
مقتل أكثر من 60 متمردا إسلاميا على كمين للجيش السوري في جبال القلمون.

#### 31 ديسمبر
اقتحمت وحدات وحدات حماية الشعب في قتال واسع النطاق ودموي حول المعقل الجهادي في تل هاميس. هاجمت القوات الحكومية في وقت واحد نقطة تفتيش تابعة لوحدات حماية الشعب في الحسكة ونقطة تفتيش أسايش في حي التل هاجر القريب. وقتل سبعة جنود من قبل وحدات حماية الشعب والاسايش، بينما فقد أحد مقاتلي وحدات حماية الشعب حياته وأصيب اثنان من أفراد أسايش؛ كما تم الإبلاغ عن وفيات وإصابات بين المدنيين. وسرعان ما تراجعت القوات الحكومية.